# The Crooked House

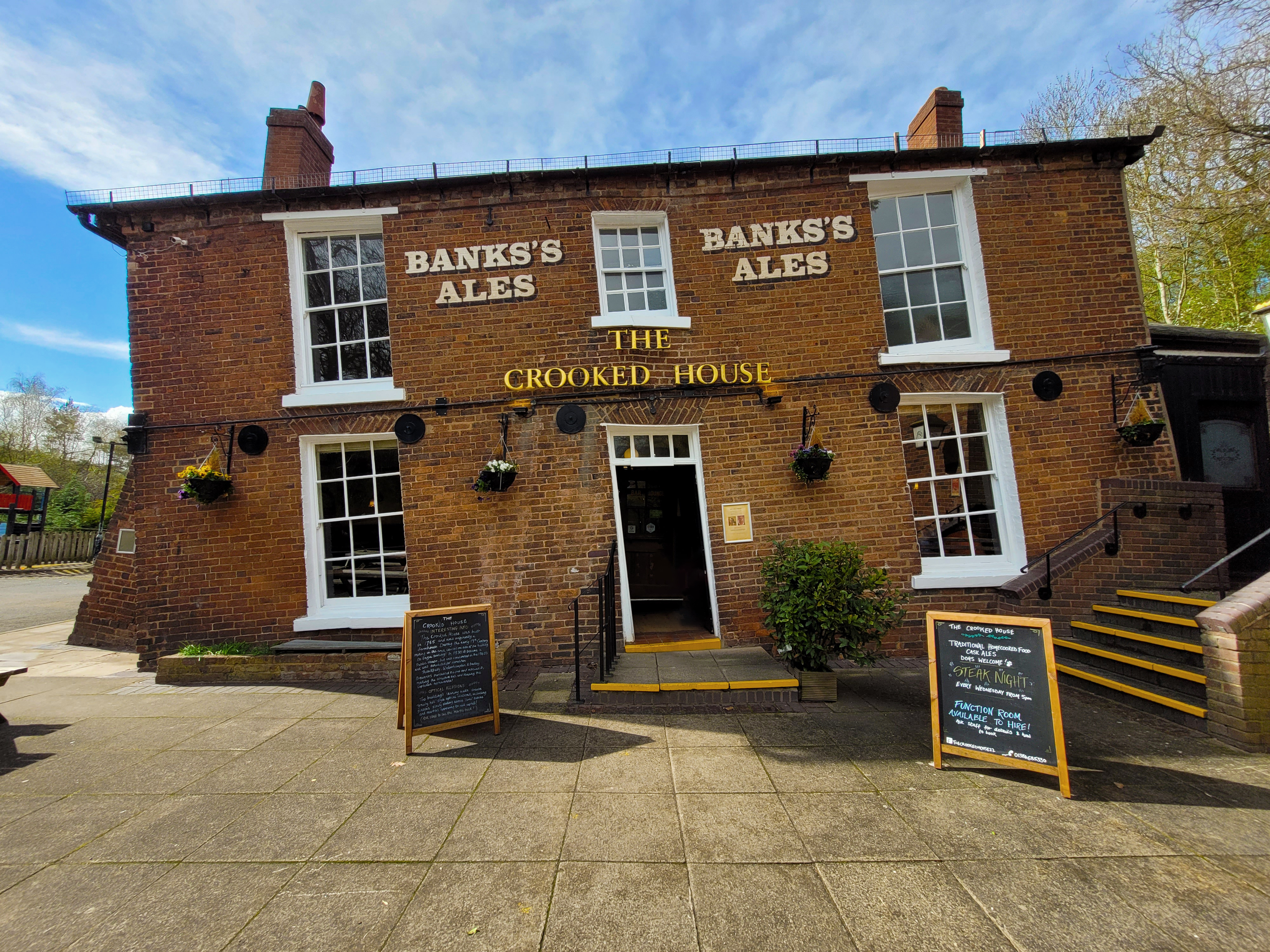
Ngôi nhà nghiêng, hình chụp vào năm 2023

The Crooked House (tạm dịch là Ngôi nhà méo mó hay Ngôi nhà xiêu vẹo) là một ngôi nhà ở công cộng ở West Midlands nước Anh. Đây là một tòa nhà có ý nghĩa là biểu tượng cho cộng đồng dân cư vùng này vì tính độc đáo của nó kiến nó trở thành một trong những địa điểm thu hút khách du lịch đến tham quan. Sở dĩ ngôi nhà này có tên là ngôi nhà nghiêng hay ngôi nhà xiêu vẹo vì nền móng ngôi nhà này đã bị sụt lún từ thế kỷ XIX, tức là cách đây hai thế kỷ. Một bên của tòa nhà bị lệch thấp hơn so với bên còn lại (nhưng không bị sụp). Ngôi nhà tọa lạc ở một vị trí biệt lập giữa đường B4176 giữa Dudley và Telford và cách khoảng ba dặm từ trung tâm thành phố gần nhất ở Sedgley và Dudley. Ngôi nhà nằm trong phạm vi ranh giới các quận Dudley gần biên giới với Nam Staffordshire. The Crooked House được xây dựng năm 1765 và ban đầu được một trang trại. Sau này trở thành một ngôi nhà công cộng được gọi là Siden House (siden trong tiếng địa phương có nghĩa là "méo mó", "nghiêng ngả"). Tòa nhà này sau đó được đặt tên là Glynne Arms sau khi thuộc sở hữu địa phương. Trong những năm 1940, tòa nhà đã được tuyên bố là không đủ an toàn và chính quyền dự kiến sẽ cho phá hủy. Nhưng nó vẫn tồn tại qua năm tháng đến hôm nay và được sử dụng như là một địa điểm tham quan du lịch ở Anh.